# Киран Мазумдар-Шоу
Киран Мазумдар-Шоу (англ. Kiran Mazumdar Shaw; род. 23 марта 1953 года) — индийская бизнесвумен, миллиардер. Является основателем и исполнительным председателем Biocon Limited и Biocon Biogics Limited, компаний, занимающихся биотехнологиями, которые базируются в Бангалоре, Индии.
Ранее она занимала должность руководителя в Индийском институте управления, который также располагается в Бангалоре. В 2014 году она была удостоена награды Othmer Gold Medal за выдающийся вклад в прогресс науки и химии в частности. Она входит в список 50 самых влиятельных бизнесвумен по версии Financial Times. В 2019 году она заняла 68-ю строчку в рейтинге 100 самых влиятельных женщин бизнеса по версии издания Forbes. В 2020 году она была удостоена звания предпринимателя года. Состоит в браке с Джоном Шоу.

## Ранние годы жизни и образование
Киран Мазумдар родилась 23 марта 1953 года в городе Бангалор, индийский штат Карнатака, в семье гуджаратцев. Школьное образование она получила в обычной средней школе Бангалор при фабрике, занимающейся производством хлопка. Её она окончила в 1968 году. Затем Киран посещала женский колледж, который также являлся филиалом Бангалорского университета. Поступив в Университет Бангалора, она углубленно изучала зоологию и биологию. В 1973 году Киран окончила университет со степенью бакалавра по зоологии. После окончания университета Мазумдар надеялась поступить в медицинскую школу, но не получила стипендию.
Её отец, Расендра Мазумдар, занимал должность главного пивовара на одном из самых больших пивоваренных заводов в Индии, United Breweries. Он предложил ей начать изучать науку о брожении и учиться на пивовара, что является очень нетрадиционной сферой деятельности для женщин. Мазумдар поступила в колледж Балларат Мельбурнского университета в Австралии, чтобы изучать пивоваренное дело. В 1974 году она была единственной женщиной, записавшейся на курсы пивоварения и занявшей первое место в своем классе. В 1975 году она получила специальность главного пивовара.
Она работала стажером на пивоварне в компании Carlton & United Breweries в Мельбурне, а также стажером по солоду в компании Barrett Brothers and Burston, также в Австралии. В период с 1975 по 1977 год она занимала должность технического консультанта в Jupiter Breweries Limited в Калькутте, а позднее исполняла роль технического менеджера в Standard Maltings Corporation в Бароде. Однако, когда она рассматривала возможность построения своей карьеры в Бангалоре или Дели, то столкнулась с тем, что ее не могут нанять в качестве мастера-пивовара в Индии, потому что это «мужская работа». После чего она начала искать возможности развития зарубежном и получила предложение о работе из в Шотландии.

## Biocon
Практически на заре своей карьеры Мазумдар в Корке (Ирландия) встретила Лесли Ошинклосса, основателя компании Biocon Biochemicals Limited. Компания производила ферменты, которые использовались в пивоваренной, пищевой и текстильной промышленности. Ошинклосс искал партнера, который помог бы открыть ему дочернюю компанию в Индии для организации поставок папаина. Мазумдар согласилась взяться за эту работу при одном условии, если она не захочет продолжать работу через шесть месяцев, ей будет предоставлена должность пивовара, сопоставимая с той, от которой она отказывалась в Шотландии.

### Работа с ферментами
Чтобы лучше узнать все бизнес процессы Киран Мазумдар прошла краткосрочную стажировку в головном офисе Biocon Biochemicals Limited в Ирландии, после чего вернулась в Индию. В 1978 году она начала деятельность Biocon India в гараже своего арендованного дома в Бангалоре. Стартовый капитал на запуск компании составил 10 000 рупий. Хотя это предприятие было совместным, согласно индийским законам 70 % компании принадлежало Киран Мазумдар, так как в стране действует закон об ограничении иностранной собственности — не более 30 %.
В самом начале своей бизнес карьеры она столкнулась с проблемой доверия из-за ее возраста, пола, а также ее непроверенной бизнес-модели. Она не смогла обеспечить финансирование своей компании на ранних этапах. И наконец встреча с банкиром на социальном мероприятии позволила ей получить первую финансовую поддержку. Ей также было трудно набирать людей для работы в ее стартапе, ее первым сотрудником был вышедший на пенсию механик гаража, а ее первое подразделение находилось в соседнем сарае площадью 3000 квадратных футов. Самым сложным оборудованием в ее лаборатории в то время был спектрофотометр. Кроме того она столкнулась с технологическими проблемами, связанными с попытками построить биотехнологический бизнес в стране с плохой инфраструктурой. В тот период времени в Индии были недоступны: бесперебойное электричество, вода хорошего качества, стерильные лаборатории, импортное исследовательское оборудование и работники с передовыми научными навыками.
Первоначальными проектами компании были извлечение папаина (фермента из папайи, используемого для смягчения мяса) и изингласса (получаемого из тропического сома и используемого для осветления пива). В течение года с момента своего создания Biocon India удалось производить ферменты и экспортировать их в США и Европу, став первой индийской компанией на рынке. К концу первого года существования компании Мазумдар использовала все свои доходы для покупки недвижимости площадью 20 акров с планами расширения бизнеса в будущем.

### Расширение производства биофармацевтических препаратов
Мазумдар удалось реализовать трансформацию Biocon от компании по производству промышленных ферментов до полностью интегрированной биофармацевтической компании с хорошо сбалансированным бизнес-портфелем продуктов и исследовательской направленностью на диабет, онкологию и аутоиммунные заболевания. Она также основала две дочерние компании: Syngene в 1994 году, которая предоставляла услуги по поддержке ранних исследований, и Clinigene в 2000 году, которая специализировалась на клинических исследованиях и разработке генерических и новых лекарств. Позже Clinigene была объединена с Syngene. По данным от 2015 года компания Syngene имела рыночную капитализацию в 23 000 крор.
В 1984 году Киран начала организовывать исследовательскую и опытно-конструкторскую группу внутри Biocon, сосредоточив внимание на открытии новых ферментов и разработке новых методов для технологии ферментации твердых субстратов. В 1987 году произошло первое крупное расширение компании, благодаря Нараянану Вагулу из банка ICICI Ventures, который поддержал создание венчурного фонда в размере 250 000 долларов США. Эти инвестиции позволили Biocon расширить свои исследования и разработки. Они построили новый завод с запатентованной технологией ферментации твердых субстратов, основанной на полуавтоматическом процессе культивирования в лотках, вдохновленном японскими технологиями. В 1989 году Biocon стала первой индийской биотехнологической компанией, которая смогла получить американское финансирование для запатентованных технологий.
В 1990 году Мазумдар учредила компанию Biocon Biopharmaceuticals Private Limited (BBLP), которая начала производство и продажу широкого спектра биотерапевтических препаратов в рамках совместного предприятия с Кубинским центром молекулярной иммунологии.

### Обретение независимости
В 1989 году компания Unilever приобрела компанию Biocon Biochemicals of Ireland у Лесли Ашинклосса. Слияние с Unilever помогло компании Biocon внедрить лучшие мировые практики и системы качества. В 1997 году Unilever продала свое подразделение специализированных химикатов, включая Biocon, компании Imperial Chemical Industries. В 1998 году жених Киран Мазумдар, шотландец Джон Шоу, лично привлек 2 миллиона долларов США для покупки находящихся в обращении акций Biocon. После свадьбы в 1998 году Киран стала известна, как Мазумдар-Шоу. Джон Шоу покинул свою позицию председателем в компании Madura Coats и присоединился к Biocon. В 2001 году он занял позицию заместителя председателя Biocon.
В 2004 году по совету Нараяна Мурти, Мазумдар-Шоу решила разместить акции Biocon на фондовом рынке. Ее целью было привлечь капитал для дальнейшего развития исследовательских программ. Biocon была первой биотехнологической компанией в Индии, которая вышла IPO. IPO Biocon было переподписано 33 раза, и первый день ее торгов закрылся с рыночной стоимостью 1,11 миллиарда долларов США, это сделало Biocon второй компанией в Индии, которая пересекла отметку в 1 миллиард долларов в первый день листинга.

### Доступные инновации
Вера Мазумдара-Шоу в «доступные инновации» всегда была движущей силой расширения Biocon. Вдохновленная потребностью в доступных лекарствах в менее богатых странах, она искала возможности для разработки экономически эффективных методов и недорогих альтернатив. Она также предложила фармацевтическим компаниям относится с пристальным вниманием к затратам при реализации маркетинговых программ в развивающихся странах, чтобы люди могли позволить себе лекарства, в которых они нуждаются, особенно это касалось лекарств для лечения хронических заболеваний. Мазумдар-Шоу с самого начала заметила потенциал рынка статинов (препаратов, борющихся с холестерином). Когда в 2001 году истек срок действия патента на препарат, снижающий уровень холестерина. Компания Biocon приняла участие в разработке ловастатина. Затем компания занялась разработкой других форм статинов. Частью ее стратегии было заключение долгосрочных контрактов на поставку, что со временем создавало надежную рыночную базу. Вскоре на долю статинов пришлось более 50 % выручки компании. Выручка компании выросла с 70 крор в 1998 году до 500 крор в 2004 году, когда она стала публичной.
Biocon продолжает расширяться в новых областях. Платформы для производства дрожжей предлагают альтернативу культурам клеток млекопитающих для генетических манипуляций с клетками для использования в различных лекарственных препаратах. Одноклеточные метилотрофные дрожжи, такие как Pichia pastoris, используются в производстве вакцин, фрагментов антител, гормонов, цитокинов, матриксных белков и биоаналогов.
Основные области исследований Biocon в настоящее время охватывают рак, диабет и другие аутоиммунные заболевания, такие как ревматоидный артрит и псориаз. Из-за высокого процента людей в Индии, которые жуют бетель или табак, на Индию приходится восемьдесят шесть процентов случаев рака полости рта в мире, именуемого на местном уровне «рак щеки». В стране широко распространен диабет, а люди, которые не носят обувь, подвержены риску того, что незначительная царапина или травма перерастут в гангрену или так называемую «диабетическую ногу». Biocon также работает над препаратами для лечения псориаза, пигментного заболевания кожи.
Биофармацевтические препараты, разработанные компанией, включают рекомбинантный человеческий инсулин и аналоги инсулина для лечения диабета, моноклональное антитело, применяемое при лечении рака головы, и биологическое средство от псориаза. Biocon является крупнейшим производителем инсулина в Азии и располагает крупнейшими установками по производству антител на основе перфузии.
По состоянию на 2014 год Biocon направила около 10 % своих доходов на исследования и разработки, что намного выше, чем у большинства индийских фармакологических компаний. Biocon подала по меньшей мере 950 патентных заявок на основе своей исследовательской деятельности. Мазумдар-Шоу по-прежнему активно занимается лицензированием в фармацевтической и биофармацевтической областях, заключив более 2200 дорогостоящих лицензионных соглашений на НИОКР в период с 2005 по 2010 год.

## Благотворительная деятельность
В 2004 году Мазумдар-Шоу основал подразделение корпоративной социальной ответственности, фонд «Biocon». Фонд уделяет особое внимание здравоохранению, образованию и инфраструктуре, особенно в сельских районах Карнатаки, где отсутствуют медицинские учреждения.
Сама Мазумдар-Шоу не любит термин «филантропия», полагая, что он часто обеспечивает временные решения, а не устраняет первопричину. Она предпочитает термин «сострадательный капиталист», полагая, что правильно применяемые бизнес-модели могут обеспечить постоянную основу для устойчивого социального прогресса. Мазумдар однажды сказала: «Инновации и коммерция являются столь же мощными инструментами для создания социального прогресса, как и для стимулирования технологического. Когда они используются для социального прогресса, реализация намного дешевле, а пользу приносит гораздо большему количеству людей, имея более длительный эффект». В 2015 году она присоединилась к кампании «Клятва дарения» и дала обещание, что по крайней мере половина ее состояния будет направлена на благотворительность.

### Здоровье
По оценкам, в сельских районах Индии на каждые две тысячи человек приходится только один врач, а у 70 миллионов человек нет денег, чтобы оплатить посещение врача или лекарства. Фонд «Biocon» участвует в многочисленных программах в области здравоохранения и образования в интересах экономически незащищенных слоев индийского общества.

#### Программа оказания медицинской помощи
Вместе с индийским кардиохирургом Деви Шетти из больницы «Narayana Hrudayalaya» Мазумдар-Шоу поддержала разработку программы оказания медицинской помощи «Arogya Raksha Yojana». В рамках данной программы Фонд «Biocon» создает клиники, предлагающие медицинскую помощь, непатентованные лекарства и базовые тесты для тех, кто не может себе их позволить. По состоянию на 2010 год фонд открыл семь клиник, каждая из которых обслуживала население в 50 000 пациентов, проживающих в радиусе 10 км, лечение в общей сложности получает более 3 000 000 человек в год. Клиники организуют регулярные медицинские осмотры в отдаленных деревнях, привлекая врачей из больниц. Чтобы обеспечить раннее выявление рака, специалисты фонда обучили молодых женщин работе в качестве общественных медицинских работников. Они используют смартфоны для отправки фотографий подозрительных образований онкологам в онкологическом центре. Общественные кампании здравоохранения информируют людей о конкретных проблемах со здоровьем и способствуют раннему выявлению таких проблем, как сердечно-сосудистые заболевания.
Клиники работают на основе модели микрофинансируемого медицинского страхования. Biocon предоставляет недорогие лекарства, получая незначительную прибыль на единичной основе, но увеличивает общую прибыль по объему за счет участия в программе большого количества людей. Клиники также используют модель «платное удобство». Принцип данной модели заключается в том, более состоятельные клиенты платят полную цену в обмен на удобство планирования своих посещений и процедур в желаемое время, в то время как более бедные пациенты могут получить дешевые или даже бесплатные услуги, выбрав оставшееся время. Врачи и ученые ищут возможности использовать передовые технологии таким образом, чтобы снизить затраты и обеспечить качество обслуживания.

#### Медицинский фонд Мазумдар-Шоу
Смерть лучшей подруги Нилимы Ровшен и болезни ее мужа и матери, которые страдают от рака, побудили Мазумдар-Шоу поддержать исследования, направленные на лечение рака. В 2009 году в кампусе города здоровья Нараяна в Бангалоре она основала Медицинский фонд Мазумдар-Шоу, который занимается лечением рака. Фонд был учрежден в сотрудничестве с Деви Шетти и насчитывает 1 400 коек для больных. Вдобавок к центру, занимающемуся лечением рака, в 2011 году она открыла центр передовой терапии с отделением трансплантации костного мозга и исследовательским центром. Перед собой она ставит цель открыть онкологический центр мирового класса.
Медицинский фонд Мазумдара-Шоу является некоммерческой организацией и имеет два подразделения, которыми являются Центр трансляционных исследований Мазумдара-Шоу и программа по борьбе с раком Мазумдара-Шоу.

### Образование
В сотрудничестве с кампанией McMillan India Limited и учителем Пратимой Рао Мазумдар-Шоу поддержала разработку и введение в школьную программу базового учебника математики, представленного в школах Каннада в 2006 году.

### Инфраструктура
Мазумдар-Шоу выступает за важность улучшения инфраструктуры Индии, подчеркивая необходимость в первую очередь решения таких вопросов, как эффективное управление, создание рабочих мест, а также отсутствие дефицита в области продовольствия, воды и здравоохранения.
Biocon, Infosys и другие компании оказали значительное влияние на Бангалор. Эти компании привлекают много ученых, которые в противном случае уехали бы на работу за границу. Когда-то Бангалор называли «раем для пенсионеров», теперь это «лучшая городская рабочая среда в Индии». Парк «Biocon», построенный в 2005 году, представляет собой кампус площадью девяносто акров с пятью тысячами сотрудников. Однако за пределами развитого города инфраструктура все еще оставляет желать лучшего.
Мазумдар-Шоу выступает за стратегические инициативы правительства и улучшение инфраструктуры. Она поддержала инициативную группу по Бангалорской повестке дня, инициативу Соманахалли Маллайя Кришны и Нандана Нилекани по улучшению инфраструктуры и уровня жизни города. Мазумдар-Шоу поддерживает фонд «Bangalore City Connect», некоммерческую организацию для обсуждения гражданских вопросов с участием как городских заинтересованных сторон, так и правительства. Она активно участвует в городской реформе, сотрудничая с фондом «Jana Urban Space» и местными органами власти в целях улучшения дорог. Она также принимает участие в работе Бангалорского комитета политических действий, который рассматривает и рекомендует кандидатов к участию в выборах.
После наводнения 2009 года Biocon, Infosys и Wipro взяли на себя обязательство восстановить дома для жертв наводнения в северной Карнатаке. Компания Biocon взяла на себя обязательство построить 3000 домов общей стоимостью стоимостью 30 крор рупий.

## Правление в Совете директоров
Мазумдар-Шоу является членом совета управления Индийской школы бизнеса, членом совета Массачусетского технологического института в США до 2023 года, а также бывшим членом совета управления Индийским технологическим институтом в Хайдарабаде.
По состоянию на февраль 2014 года доктор Мазумдар-Шоу стала первой женщиной, возглавившей совет управления Индийским институтом управления в Бангалоре.
Она является независимым представителем в совете директоров Infosys. Она также является членом Общего органа Государственного инновационного общества Махараштры и членом консультативного совета клиники MIT Jameel.

## Награды
В 2010 году журнал Time включил Мазумдар-Шоу в список 100 самых влиятельных людей в мире. Она входит в список 50 лучших женщин в бизнесе по версии Financial Times за 2011 год. В 2014 году она заняла 92-ю строчку в рейтинге самых влиятельных женщин в мире по версии издания Forbes. В 2015 она поднялась на 85-ю строчку того же списка. В 2012 году журнал Pharma Leaders назвал ее женщиной года в Индии.
В 2019 году она заняла 14-ю строчку в списке благотворительности Hurun India за пожертвование в размере 72 крор (10 миллионов долларов США). Также в 2019 году она заняла 2-ю строчку в списке женщин-филантропов по версии Hurun Report India Philanthropy List.

### Международные награды
Мазумдар-Шоу является лауреатом нескольких международных наград:
- Othmer Gold Medal за выдающийся вклад в развитие науки и химии, 2014[7]
- Nikkei Asia Prize за региональный рост, 2009[65][66]
- The ‘Veuve Clicquot Initiative For Economic Development For Asia' Award, 2007[67]
- Ernst & Young Entrepreneur of the Year Award за вклад в области науки о жизни и здравоохранения, 2002[68]

В мае 2015 года Университет Австралии (бывший Университет Балларата) назвал дорогу в своем кампусе на горе Хелен Мазумдар Драйв. Киран и Шоу присутствовали на церемонии открытия. В 2019 году она была избрана членом Национальной инженерной академии Соединенных Штатов за разработку доступных биофармацевтических препаратов и биотехнологической промышленности в Индии. Она первая индийская женщина, удостоенная такой чести. В январе 2020 года Киран стал четвертым гражданином Индии, удостоенным высшей награды Австралии.

### Награды Индии
Ее работа в секторе биотехнологий принесла ей множество национальных наград:
- Padma Shri (1989) и Padma Bhushan (2005) от лица Правительства Индии[41][69]
- Economic Times Awards женщина года в бизнесе, 2004
- Global Indian Woman of the Year, 2012[71]
- Commerce Lifetime Achievement Award, 2005
- Corporate Leadership Award, 2005[72]
- Rajyotsava Prashasti, 2002[73]